# Bpost bank
bpost bank was een Belgische bank.

## Geschiedenis
In september 1995 werd de Bank van de Post (BPO) opgericht als een 50-50-joint venture tussen de Generale Bank (nu BNP Paribas Fortis) en De Post (nu bpost). In 1998 kwamen de rekeningen van de Postcheque, een bedrijfsonderdeel van De Post dat sinds 1912 bestond, onder beheer van de BPO. Eerst leed de bank hierdoor verlies, maar vanaf 1999 werd er winst gemaakt. 
In 2002 werd het contract tussen Fortis (opvolger van de Generale Bank) en De Post moeizaam heronderhandeld. De oorspronkelijke overeenkomst was behoorlijk nadelig voor het overheidsbedrijf, maar draaide ditmaal uit in het voordeel van De Post. Het contract liep tot 2014 en behelsde onder meer dat de Financiële Post (de vroegere Postcheque) een hogere vergoeding kreeg voor het verzorgen van de BPO-backofficeactiviteiten.
In 2003 begon de Bank van de Post als een van de laatste banken ook kosten aan te rekenen voor het openen en beheren van een bankrekening wat gepaard ging met enig protest. Zo moest correspondentie zoals overschrijvingsformulieren en dergelijke voortaan in het postkantoor worden afgegeven of gefrankeerd opgestuurd, terwijl deze vroeger steeds portvrij konden worden opgestuurd naar het speciale postnummer 1100 van de Postcheque.
Toch bleef de bank een van de goedkoopste met als grootste troef het uitgebreide netwerk van postkantoren waar ze een beroep op kan doen, en dat terwijl de meeste andere banken het aantal eigen kantoren inkrimpt. bpost bank betaalt bpost een vergoeding voor het werk dat de postbedienden uitvoeren. Nadeel is dan weer dat het postkantorennetwerk op zich zwaar verlieslatend is en dat het personeel (nog) niet altijd over de commerciële vaardigheden van hun collega's uit de traditionele grootbanken beschikken. bpost probeert dit te remediëren met behulp van grootschalige opleidingsprogramma's.
In oktober 2012 werd naar analogie van de naamsverandering van De Post ook de financiële instelling herdoopt tot bpost bank. In 2014 ging bpost naar de beurs met aandelen aan 14,5 euro. Eind 2020 raakte bekend dat bpost haar 50% aandeel van bpost bank verkoopt aan BNP Paribas Fortis die zo de enige aandeelhouder werd.
Eind 2023 werd Bpost Bank volledig opgenomen in het aanbod van BNP Paribas Fortis.